# Biondo (Sänger)
Biondo (* 19. Dezember 1998 in Rom als Simone Baldasseroni) ist ein italienischer Rapper, Popsänger und Schauspieler.

## Karriere
Baldasseroni wollte eigentlich Koch werden, erlangte jedoch ab 2015 über die sozialen Medien Bekanntheit als Rapper und Popsänger. Stilistisch orientiert er sich an Contemporary R&B. Sein erstes Lied war Quattro mura, das 2016 auf der gleichnamigen EP veröffentlicht wurde. Außerdem arbeitete er als Fotomodell. 2017 schaffte er es durch die Castings von Amici di Maria De Filippi und gelangte 2018 bis in die Schlussphase der Show. Im Anschluss unterschrieb er einen Plattenvertrag mit Sony und veröffentlichte dort die EP Dejavu, die den zweiten Platz der Charts belegte. Ende 2018 folgte das Debütalbum Ego.
2024 war er unter seinem Geburtsnamen Simone Baldasseroni in dem Netflix-Film Der Tränenmacher als Rigel Wilde zu sehen.

## Diskografie
Alben und EPs

| Jahr | Titel  | Höchstplatzierung, Gesamtwochen, AuszeichnungChartsChartplatzierungen (Jahr, Titel, Platzierungen, Wochen, Auszeichnungen, Anmerkungen) | Anmerkungen                 |
| Jahr | Titel  | IT | Anmerkungen                 |
| ---- | ------ | --- | --------------------------- |
| 2018 | Dejavu | IT2 Gold · (13 Wo.)IT | EP; Sony Verkäufe: + 25.000 |
| 2018 | Ego    | IT12 (4 Wo.)IT | Sony                        |

Singles (Auswahl)

| Jahr | Titel Album        | Höchstplatzierung, Gesamtwochen, AuszeichnungChartsChartplatzierungen (Jahr, Titel, Album, Platzierungen, Wochen, Auszeichnungen, Anmerkungen) | Anmerkungen                  |
| Jahr | Titel Album        | IT | Anmerkungen                  |
| ---- | ------------------ | --- | ---------------------------- |
| 2018 | Roof Garden Dejavu | IT76 (1 Wo.)IT |                              |
| 2019 | Avec moi           | IT81 (1 Wo.)IT | Emma Muscat featuring Biondo |

## Belege
1. ↑  Amici BIONDO si candida al banco. Ecco la sua storia da quasi 3 milioni di views. In: All Music Italia. 3. November 2017, abgerufen am 7. Februar 2019 (italienisch).
2. ↑  Simone Baldasseroni. Studio Fidemi Management, archiviert vom Original (nicht mehr online verfügbar) am 9. Januar 2019; abgerufen am 7. Februar 2019.  Info: Der Archivlink wurde automatisch eingesetzt und noch nicht geprüft. Bitte prüfe Original- und Archivlink gemäß Anleitung und entferne dann diesen Hinweis.
3. ↑  Alben von Biondo. In: Italiancharts.com. Hung Medien, abgerufen am 7. Februar 2019.
4. ↑  Certificazioni. FIMI, abgerufen am 7. Februar 2019 (italienisch).
5. ↑  Archivio classifiche. FIMI, abgerufen am 7. Februar 2019 (italienisch).

| Personendaten    | Personendaten                      |
| ---------------- | ---------------------------------- |
| NAME             | Biondo                             |
| ALTERNATIVNAMEN  | Baldasseroni, Simone (Geburtsname) |
| KURZBESCHREIBUNG | italienischer Rapper und Popsänger |
| GEBURTSDATUM     | 19. Dezember 1998                  |
| GEBURTSORT       | Rom                                |